# Chthonius californicus
Chthonius californicus är en spindeldjursart som beskrevs av Chamberlin 1929. Chthonius californicus ingår i släktet Chthonius och familjen käkklokrypare. Inga underarter finns listade i Catalogue of Life.